# Evangeliemannen

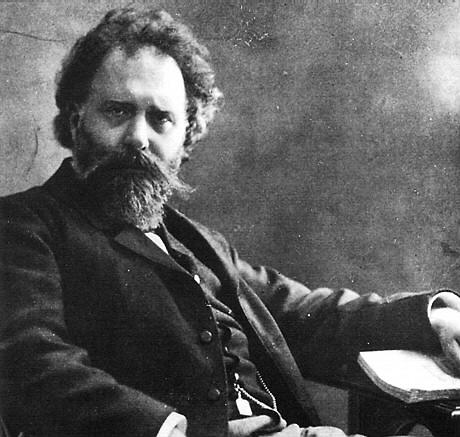
Wilhelm Kienzl

Evangeliemannen (Der Evangelimann) är en opera i två akter med musik av Wilhelm Kienzl. Librettot skrevs av kompositören och bygger på Leopold Florian Meissners novell Aus den Berichten eines Polizeikommissärs. 1924 gjordes en stumfilm med samma namn.

## Kompositionshistorik
Kienzl komponerade operan under en relativt kort period 1894 i Graz och den lilla österrikiska staden Vöcklabruck. När han spelade upp utdrag för dirigenten Karl Muck och konstnärliga ledaren för Berlinoperan greve Hochberg, försäkrade  sig dessa omedelbart om rättigheterna till premiären. Partituret publicerads av Musikverlages Bote & Bock Berlin GmbH, numera en del av Boosey & Hawkes.

## Uppförandehistorik
Operan hade premiär på Neues Königliches Opernhaus i Berlin den 4 maj 1895. Det blev en storartad triumf. Inom några år hade de flesta operahus i Tyskland och Österrike verket på sin repertoar. Berömda dirigenter som Felix Mottl, Gustav Mahler, Franz Schalk och Richard Strauss hade den på sin spelplan och titelrollen Evangelist Mathias sjöngs av framstående tenorer.
Den 17 januari 1927 firade Kienzl sin 70-årsdag med att dirigera verket på Wiener Staatsoper med Lotte Lehmann och Richard Tauber i de ledande rollerna. I den rollbesättningen ingick även Hermann Wiedemann, Bella Paalen och Franz Markhoff.
Svensk premiär skedde den 6 februari 1905 på Kungliga Operan i Stockholm där den framfördes fyra gånger.
Fru Aibler: Fröken Hulting
Fru Huber: Fru Sjöman
Hans: Hr Ericson

## Personer
| Roller                                                     | Stämma           | Premiärbesättning 4 maj 1895 (Dirigent: Karl Muck) | Svensk premiärbesättning 6 februari 1905 (Dirigent: Conrad Nordqvist) |
| ---------------------------------------------------------- | ---------------- | -------------------------------------------------- | --------------------------------------------------------------------- |
| Friedrich Engel, förvaltare vid klostret i St. Othmar      | bas              | Josef Mödlinger                                    | Emile Stiebel                                                         |
| Martha, hans brorsdotter och myndling                      | dramatisk sopran | Bertha Pierson                                     | Davida Hesse                                                          |
| Magdalena, hennes väninna                                  | kontraalt        | Marie Goetze                                       | Julia Claussen                                                        |
| Johannes Freudhofer, skollärare i St. Othmar               | baryton          | Paul Bulss                                         | Martin Oscàr                                                          |
| Mathias Freudhofer, hans yngre broder, skrivare i klostret | dramatisk tenor  | Eloi Sylva                                         | Henning Malm                                                          |
| Xaver Zitterbart, skräddare                                | buffo tenor      | Julius Lieban                                      | Oscar Bröderman                                                       |
| Anton Schnappauf, vapensmed                                | buffo bas        | Rudolf Krasa                                       | Herr Söderman                                                         |
| Friedrich Aibler, en äldre medborgare                      | baryton          | Hermann Bachmann                                   | Herr Sandström                                                        |
| Aiblers hustru                                             | mezzosopran      |                                                    | Maja Hulting                                                          |
| Frau Huber                                                 | lyrisk sopran    |                                                    | Signe Sjöman                                                          |
| Hans, en bondpojk                                          | lyrisk tenor     |                                                    | Herr Ericson                                                          |
| Nattvakten                                                 | bas              |                                                    |                                                                       |
| Lumpkvinnan                                                | mezzosopran      |                                                    |                                                                       |
| En pojke                                                   | sopran           |                                                    |                                                                       |

## Handling
Plats: Bendiktinerklostret i St. Othmar, Österrike
Tid: 1820

### Akt I
Klosterskrivaren Mathias är förälskad i Martha, brorsdottern till förvaltaren Friedrich Engel. Mathias broder Johannes är svartsjuk på Marthas känslor och börjar intrigera mot honom. När förvaltaren informeras om vad som pågår mellan hans myndling och Mathias avskedar han skrivaren och förvisar honom från klostret. Martha motstår Johannes närmanden. När Johannes åser hur Martha och Mathias svär varandra trohet vid sitt avsked förvandlas hans svartsjuka till blint hat och han sätter eld på klostret. Det är dock inte han som arresteras utan Mathias.

### Akt II
Mathias har avtjänat ett tjugo år långt straff och då han inte accepteras av samhället reser han landet runt som en predikant (denna akt innehåller operans mest kända aria: Selig sind, die Verfolgung leiden um der Gerechtigkeit willen, sjungen av Mathias och en barnkör). Martha begick självmord efter hans arrestering. Johannes blev rik på ohederliga affärer och lever nu i Wien, men är allvarligt sjuk. 30 år efter händelserna i St. Othmar möts bröderna igen. Mathias förlåter Johannes, som nu kan dö i frid.